# Ekkehard Schall
Ekkehard Schall (29 de Maio de 1930 Magdeburg – 3 de setembro de 2005 em Berlim) foi um importante diretor e ator dos teatros alemães. Ele foi um dos grandes atores do Berliner Ensemble junto com Helene Weigel.

## Biografia
Uma das primeiras atuações foi em 1947 em Magdeburg, depois Frankfurt no (Stadttheater Frankfurt (Oder)) e na  Neuen Bühne (Nova Cena) em Berlim, Bertolt Brecht levou-o ao Berliner Ensemble em 1952 onde trabalhou até 1995. Ele atuou em mais de 60 personagens. 
Schall recebe em 1959 o Kunstpreis der DDR, em 1962 e 1979 o prêmio Nacional da Nationalpreis der DDR. Ele casou-se com a filha de Brecht, Barbara Brecht-Schall e é pai da atriz Johanna Schall.

## Personagens principais

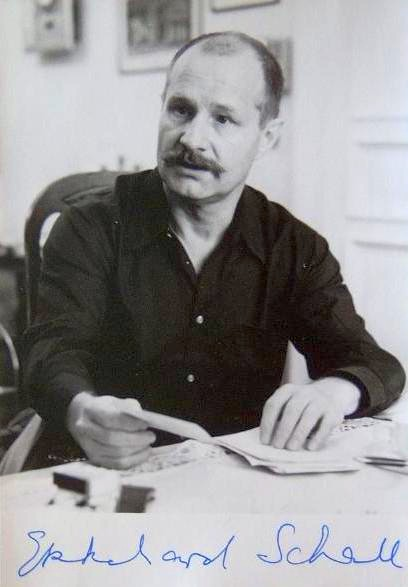
Autógrafo de Ekkehard Schall, 1989.

- Ui em Der aufhaltsame Aufstieg des Arturo Ui (Brecht)
- Galilei em Leben des Galilei (Brecht)
- Coriolano (Shakespeare)
- Azdak em Der kaukasische Kreidekreis (Brecht)
- Galloudec em Der Auftrag (Heiner Müller)

## Filmes
- Die unwürdige Greisin (1985)
- Wagner (1983)
- Die Rache des Kapitäns Mitchell (1979)
- Coriolan (1978)
- Der Kaukasische Kreidezirkel (1976)
- Im Staub der Sterne (1976)
- Spur des Falken (1976)
- Aus unserer Zeit (1970)
- Ich - Axel Cäsar Springer (1970)
- Meine besten Freunde (1966)
- Wolf unter Wölfen (1965)
- I Sequestrati di Altona (1962)
- Der Traum des Hauptmann Loy (1961)
- Mutter Courage und ihre Kinder (1961)
- Les Arrivistes (1960)
- Maibowle (1959)
- Geschichte vom armen Hassan (1958)
- Das Lied der Matrosen (1958)
- Berlin - Ecke Schönhauser (1957)
- Schlösser und Katen (1957)
- Mutter Courage und ihre Kinder (1955)
- Die Gewehre der Frau Carrar (1953)

## Publicações

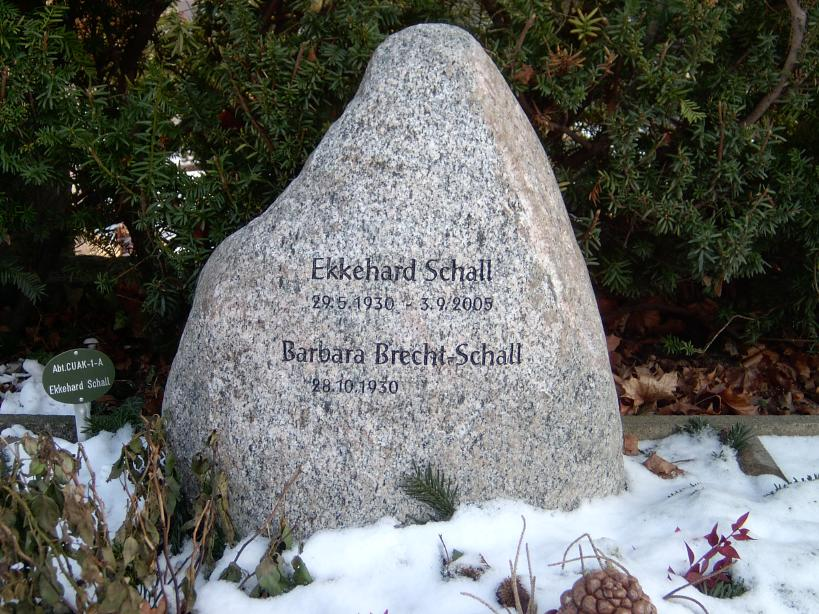
Túmulo de Ekkehard Schall em Berlin.

- 2001 Meine Schule des Theaters. Seminare, Vorlesungen, Demonstrationen, Diskursionen. Suhrkamp, ISBN 3-518-13413-2
- 2002 Buckower Barometer. Gedichte.  Frankfurt Insel, ISBN 3-458-17102-9

Gkdjsjj,hf,aijxxkl